# Tomb Raider : La Révélation finale
Tomb Raider : La Révélation finale (Tomb Raider: The Last Revelation en version originale) est un jeu vidéo d'action-aventure développé par Core Design et édité par Eidos Interactive en 1999 sur PlayStation et Windows et en 2000 sur Dreamcast. C'est le 4e épisode de la série Tomb Raider.

## Système de jeu
Le jeu reprend en grande partie le gameplay des premiers jeux de la série. Lara est cependant plus détaillée, son visage réellement affiné et ses lèvres bougent quand elle parle. Un nouveau mouvement est ajouté : la possibilité de se suspendre, de se balancer au bout de cordes. Ses mouvements sont plus fluides, Lara est d'ailleurs beaucoup plus maniable.
Autre nouveauté de la série, il est possible d'aller et revenir dans certains niveaux, brisant la linéarité du jeu. Par exemple, sur le site de Karnak, Lara doit traverser deux fois les trois premiers niveaux afin de trouver les items nécessaires à la résolution des énigmes dans chacun d'eux. Similairement, dans Alexandrie, Le Caire et Gizeh, il arrive que l'accès au niveau ultérieur ne soit accessible qu'en finissant d'autres niveaux intermédiaires, menant à un item. Une fois celui-ci en la possession de Lara, elle revient à ce premier niveau pour déverrouiller l'accès au suivant.
Sur console, le système de sauvegarde est instantané et multiple : une sauvegarde peut être effectuée quand le joueur le désire (à la différence du premier opus). Il est également possible de faire plusieurs sauvegardes différentes dans la carte mémoire (jusqu'à 8).
Les secrets (environ 70) sont symbolisés par des trousses de soins, munitions ou armes.
C'est le premier opus où le Manoir des Croft n'apparaît pas. La phase d'initiation au gameplay est directement incluse dans l'histoire, à travers les deux premiers niveaux à Angkor. Une des raisons qui ont motivé le choix est que les équipes de développement étaient arrivés à court de nouvelles idées pour modifier le manoir.

## Scénario
L'histoire débute en 1984, au Cambodge, où la jeune Lara Croft explore les vestiges d'Angkor Vat à la recherche d'un artefact appelé l'Iris, accompagnée de son mentor : l’archéologue autrichien Werner Von Croy. À mesure qu'ils explorent les confins du temple, Von Croy enseigne à sa protégée les rudiments de l’archéologie au cours de ce niveau faisant office de tutoriel. Mais en voulant mettre la main sur l'Iris, Von Croy, par excès de confiance et malgré les mises en garde de Lara, se retrouve pris au piège sans que son élève puisse l'aider.
Des années plus tard, notre héroïne explore la vallée des Rois et découvre le temple où est entreposé le tombeau de Seth, lequel est scellé par une amulette. Lara s'empare de celle-ci sans se douter qu'en faisant cela, elle libère le dieu des ténèbres. En effet, ce talisman fut forgée par le prêtre Sémerketh sous la houlette d'Horus afin d'emprisonner son esprit maléfique.
De retour à l'air libre, la jeune britannique, trahie par Ahmed, son guide égyptien, se retrouve attaquée par les hommes de Von Croy qui lui aussi est à la recherche de l'amulette d'Horus. Lara poursuit ses assaillants à travers la vallée des Rois (près du site de KV5) à bord de sa jeep Land Rover, les élimine puis franchit le Nil pour rejoindre son ami Jean-Yves, un archéologue français. Après lui avoir confié sa découverte, ce dernier lui apprend qu'elle a commis une erreur et que seule l'armure d'Horus permet d'emprisonner de nouveau l'esprit de Seth.
Sur le site de Karnak, Lara affronte les sbires de Von Croy dans l'enceinte d'Amon-Rê, où elle traverse la salle hypostyle et le lac sacré. Mais elle se retrouve enfermée dans le temple de Sémerketh après que son rival ait réussi à s'emparer de l'amulette. À l'intérieur, les hiéroglyphes du temple confirment les dires de Jean-Yves : l'armure d'Horus doit être scellée par l'amulette afin d'invoquer le dieu de la lumière pour qu'il triomphe de Seth et ce, uniquement au tournant du prochain millénaire, sans quoi les ténèbres s'abattront sur la Terre. Elle devra donc réunir les fragments de l'armure d'Horus pour ensuite la reconstituer dans le temple d'Horus, situé sous la Grande Pyramide.
Après avoir subi les assauts des sbires de son rival, Lara apprend par Ahmed que Von Croy est déjà en route pour Alexandrie afin de mettre la main sur l'armure d'Horus. Notre archéologue monte à bord d'un train et réussit à séparer les wagons transportant le matériel de Von Croy du reste du convoi.
Une fois à Alexandrie, Lara retrouve Jean-Yves dans son bureau qui lui indique que les hommes de Von Croy sont déjà à pied d'œuvre et que d'après ce qu'il sait, l'armure se trouverait dans le palais souterrain de Cléopâtre. Pour y parvenir, celle-ci devra explorer un parc d'attraction abandonné afin d'y récupérer la clé qui ouvre les fouilles des ruines côtières gréco-romaines. De là, elle explorera les catacombes (peut-être ceux de Kom El Shoqafa) qui la mèneront au temple de Poséidon, lequel permettra d'accéder à la Grande Bibliothèque. Là sont entreposées les clés du temple d'Isis, qui précède le palais de Cléopâtre (entre l'île de Pharos, où se tenait le phare d'Alexandrie et l'île engloutie d'Antirhodos).
Les cinq morceaux de l'armure en sa possession, Lara retourne chez Jean-Yves pour découvrir qu'il a été enlevé par Von Croy, et que ce dernier, qui a déjà l'amulette, exige l'armure en échange de sa libération. Notre héroïne enfourche alors un side-car et part à sa poursuite. Sur la route qui le conduit au Caire, l'archéologue autrichien se retrouve possédé par l'esprit de Seth, tandis qu'une pluie de sauterelles s'abat sur la ville en proie au chaos.
Parvenue à destination, Lara explore la vieille ville ravagée par des créatures mythiques, tout en évitant les tirs des soldats égyptiens. Elle traverse des lieux de la capitale, tels que la Cité des morts (où les vivants côtoient les défunts, habitant au milieu de leurs tombes) et la mosquée Ibn Touloun. Pour arriver jusqu'à la citadelle de Saladin, celle-ci devra néanmoins s'allier avec certains militaires afin de terrasser le monstre qui en garde l'accès. Avec l'aide du sergent Azezza, Lara récupérera les codes de mise-à-feu des mines qui barrent la route de son side-car afin qu'elle puisse l'amener jusqu'à son camion. Finalement, Azezza choisira de s'écraser sur le monstre avec son véhicule chargé d'explosifs.
À l’intérieur de la citadelle, Lara libère Jean-Yves qui l'informe que son ancien mentor est possédé par Seth, et qu'il est à la recherche des tablettes cérémonielles sur lesquelles sont gravées les incantations qui emprisonnent le dieu des ténèbres. Pendant ce temps, Seth ayant découvert les dites tablettes dans le caveau des croisés, se sert de l'amulette pour ramener deux d'entre-eux à la vie. Après qu'elle leur a échappé, le dieu des ténèbres tente alors de faire un marché avec Lara : l'armure en échange du pouvoir de vie ou de mort sur ceux qu'elle aura choisis. Celle-ci refuse et subtilise l'amulette avant de s'enfuir par le Nil.
Rendue à Gizeh, l'archéologue devra se munir d'une pelle afin de creuser sous le Sphinx pour récupérer les écritures sacrées, puis deux des quatre clés du temple d'Horus dans la "pyramide de Menkaouhor" et les mastabas. Elle devra ensuite longer la Grande Pyramide pour enfin récupérer les deux dernières clés dans les pyramides des reines de Khéops.
Une fois les quatre clés en sa possession, Lara pénètre à l'intérieur de la Grande Pyramide qui abrite le temple d'Horus. Les clés ayant ouvert la voie souterraine qui mène au temple, notre héroïne passe trois cerbères (inspirés de Ammout, l'énigme s'inspirant de la pesée du cœur) qui en gardent l'entrée. Puis, elle revêt la statue d'Horus de son armure, lequel emprisonne à nouveau Seth au cœur de la pyramide. Mais ce dernier ne se laisse pas faire et apparaît dans le temple, précipitant l'amulette au fond du bassin entourant le socle. Tout en esquivant les attaques du dieu immortel, Lara devra récupérer l'amulette, puis escalader les murs jusqu'à l'entrée de la chambre funéraire qu'elle scellera ensuite avec l'amulette, emprisonnant ainsi Seth à tout jamais.
Mais alors qu'elle est sur le point de s'extraire de la pyramide dont la sortie s'écroule, la jeune archéologue tombe nez à nez avec son ancien mentor redevenu lui-même. Malheureusement, un éboulement vient interrompre ces retrouvailles et Lara est ensevelie sans que Von Croy, impuissant, puisse faire quoi que ce soit, tout comme sa protégée quinze ans plus tôt…

### Liste des niveaux
- Cambodge :

1. Angkor Vat
2. Le défi de l'Iris

- Égypte :

1. Le tombeau de Seth
2. Les chambres sépulcrales
3. La vallée des Rois
4. KV5
5. Le temple de Karnak
6. La monumentale salle hypostyle
7. Le lac sacré
8. Le temple funéraire de Semerkhet
9. Le gardien de Semerkhet
10. Un train à travers le désert
11. Alexandrie
12. Les ruines côtières
13. Les catacombes
14. Le temple de Poséidon
15. La Grande Bibliothèque
16. Les appartements de Démétrios
17. Pharos, le temple d'Isis
18. Les palais de Cléopâtre
19. La Cité des morts
20. Les appartements d'Ibn Tulun
21. Les souterrains
22. Les souks
23. Aux portes de la citadelle
24. La citadelle
25. L'ensemble archéologique du Sphinx
26. Dans les entrailles du Sphinx
27. La pyramide de Menkaouhor
28. Dans la pyramide de Menkaouhor
29. Les mastabas
30. La Grande Pyramide
31. Les pyramides des reines de Khéops
32. A l'intérieur de la Grande Pyramide
33. Le temple d'Horus

## Équipe de développement
Ce sont une fois de plus les studios Core Design qui se sont occupés de la réalisation de cet opus, et il est édité par Eidos Interactive.
Cet épisode a été très bien accueilli dans la presse spécialisée. La note avoisinant souvent les 8/10. Le scénario semble toutefois pâtir de quelques manques dans sa narration (par exemple : Von Croy est presque donné pour mort au début et rien n'indique comment il a survécu). Et la fin de l'histoire n'a pas non plus beaucoup de sens puisque Seth apparaît victorieux devant Lara alors qu'il se retrouve emprisonné dans la pyramide de Khéops. D'ailleurs, il est assez frustrant pour le joueur d'avoir à enfermer le boss final plutôt que de le vaincre.

## Mort d'une héroïne
À la fin de l'épisode, Lara Croft meurt dans un fontis, à l'intérieur de la Grande Pyramide. Cette mort résulte d'une lassitude pendant la réalisation de l'épisode de la part de l'équipe développement de Core Design, dans un état de crise, qui s'était engagée à sortir un jeu par an. Andy Sandham, un des scénaristes du jeu, décida donc de la tuer, comme Arthur Conan Doyle tua son héros Sherlock Holmes. Il avait même songé à la décapiter. Lui et ses collègues savaient qu'ils ne s'en sortiraient pas, mais ce fut pour eux un moment de catharsis. Jeremy Heath-Smith, patron de la société de développement Core Design, les convoqua par la suite dans son bureau, énervé, pour leur demander des explications. Il leur demanda alors de « réparer » ce qu'ils avaient fait pour l'épisode suivant (paru en 2000),,.
L'héroïne réapparait dans Tomb Raider : L'Ange des ténèbres (sorti en 2003), sans que les explications de sa « résurrection » n'aient été données. Elles auraient dû être fournies dans une future suite de cet épisode, The Lost Dominion. Mais le projet fut abandonné et les informations n'ont donc pas été apportées. Pourtant, dès 2001, Murti Schofield (le scénariste L'Ange des ténèbres) écrit une histoire sur la mystérieuse période de « Lara d’Arabie »,.
Cependant, en octobre 2022, pour célébrer le 25e anniversaire de la saga, le court métrage d’animation Tomb Raider: The Myth of El Hawa est publié. Il donne la première explication canon des événements survenus entre La Révélation finale et L'Ange des Ténèbres. Écrit par Murti Schofield qui reprit son histoire, il est réalisé par Ash Kaprielov et Tina Ljubenkov, illustré par Jasmine Steiner (Adayka), tandis que la musique et le mastering ont été assurés par Dean Kopri. L'héroïne, doublée par Jonell Elliott (qui s’était aussi chargée de la doubler dans La Révélation finale), raconte avoir réussi à se frayer un chemin hors de la pyramide. Puis, elle a été sauvée et soignée par une tribu de Bédouins, les Bantiwa. Ceux-ci l'adoptèrent comme une des leurs ; elle les considéra alors comme son peuple, qu'elle devait protéger. Les siens finnirent par la surnommer « El Hawa » (« le vent »). Le film reçut notamment le prix du meilleur film d'animation au Naples Film Awards le mois de sa sortie,.

## Galerie

### Karnak

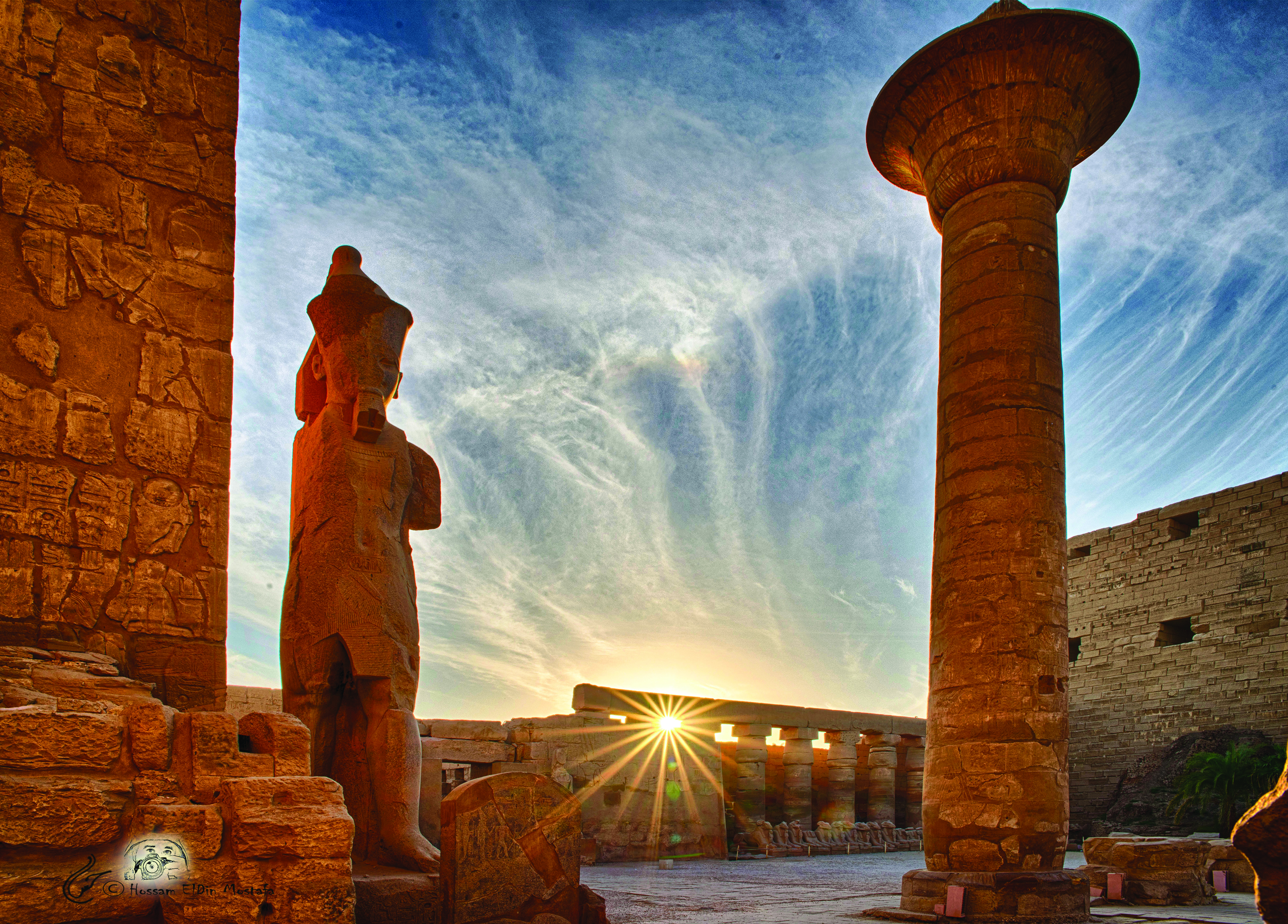
Cour d'entrée de l'enceinte d'Amon-Rê
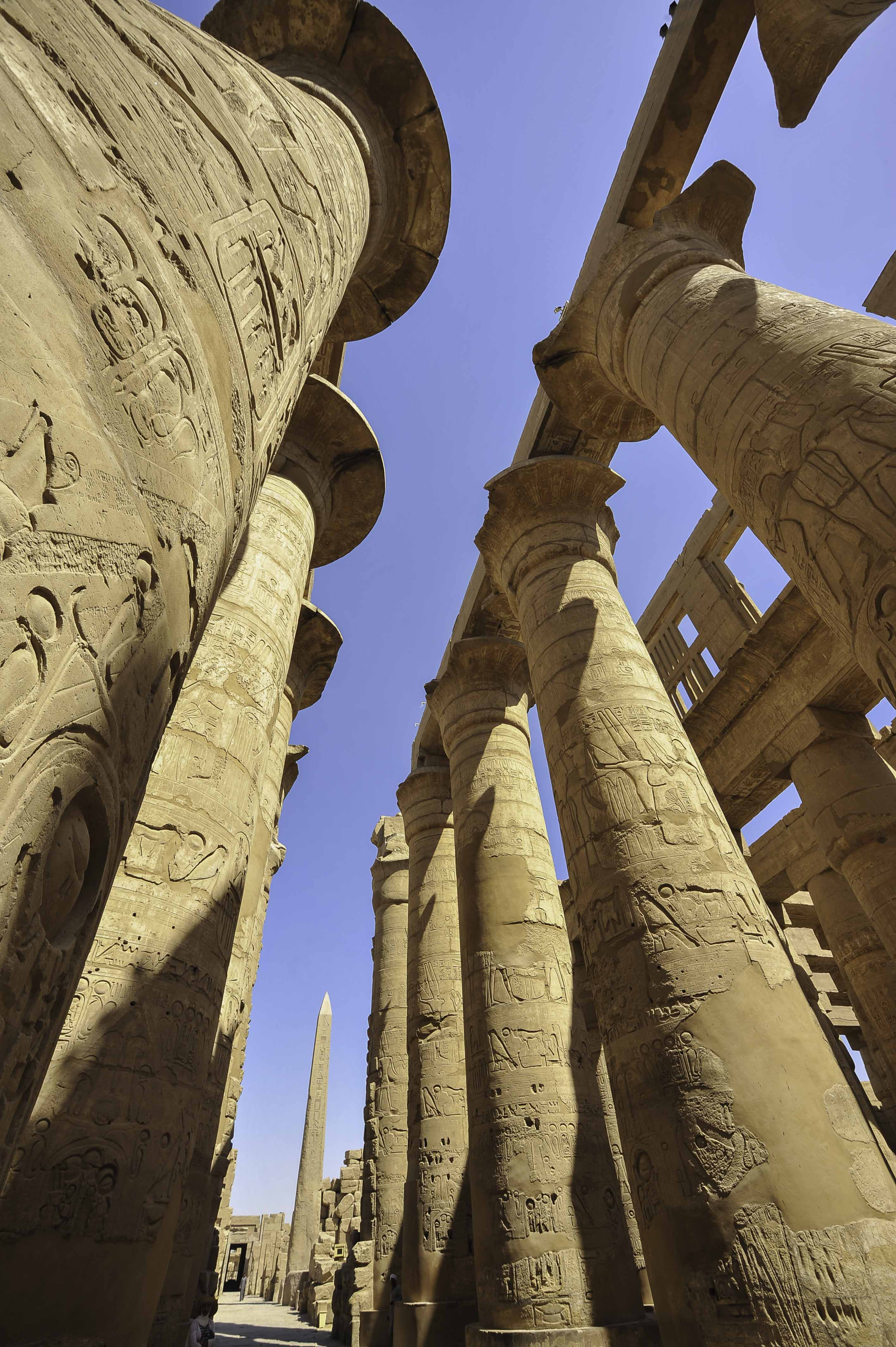
Karnak : Grande salle hypostyle d'Amon-Rê

### Le Caire

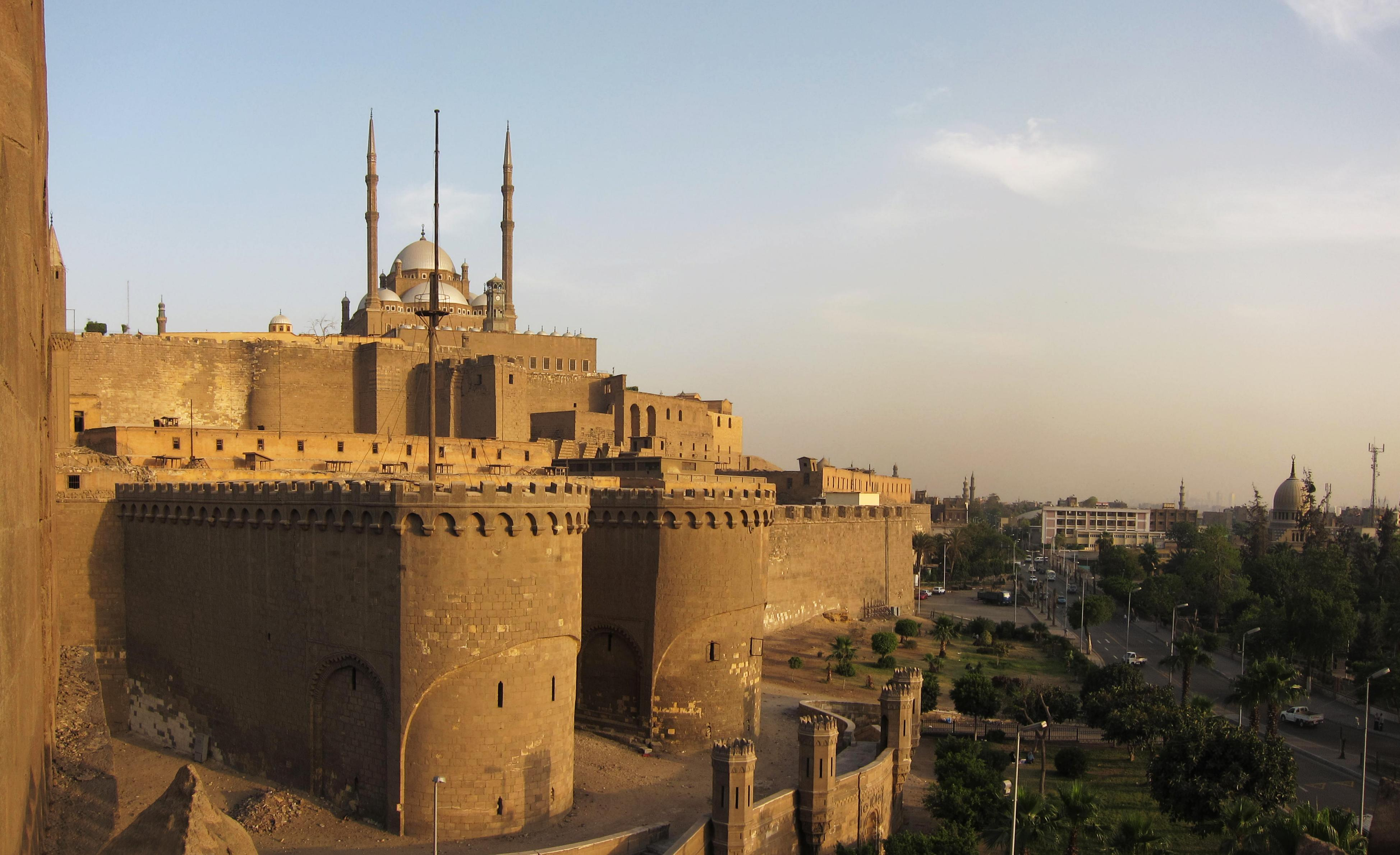
Citadelle de Saladin dominant la ville

### Gizeh

Plan de la nécropole de Gizeh, dont Lara Croft visite plusieurs sites
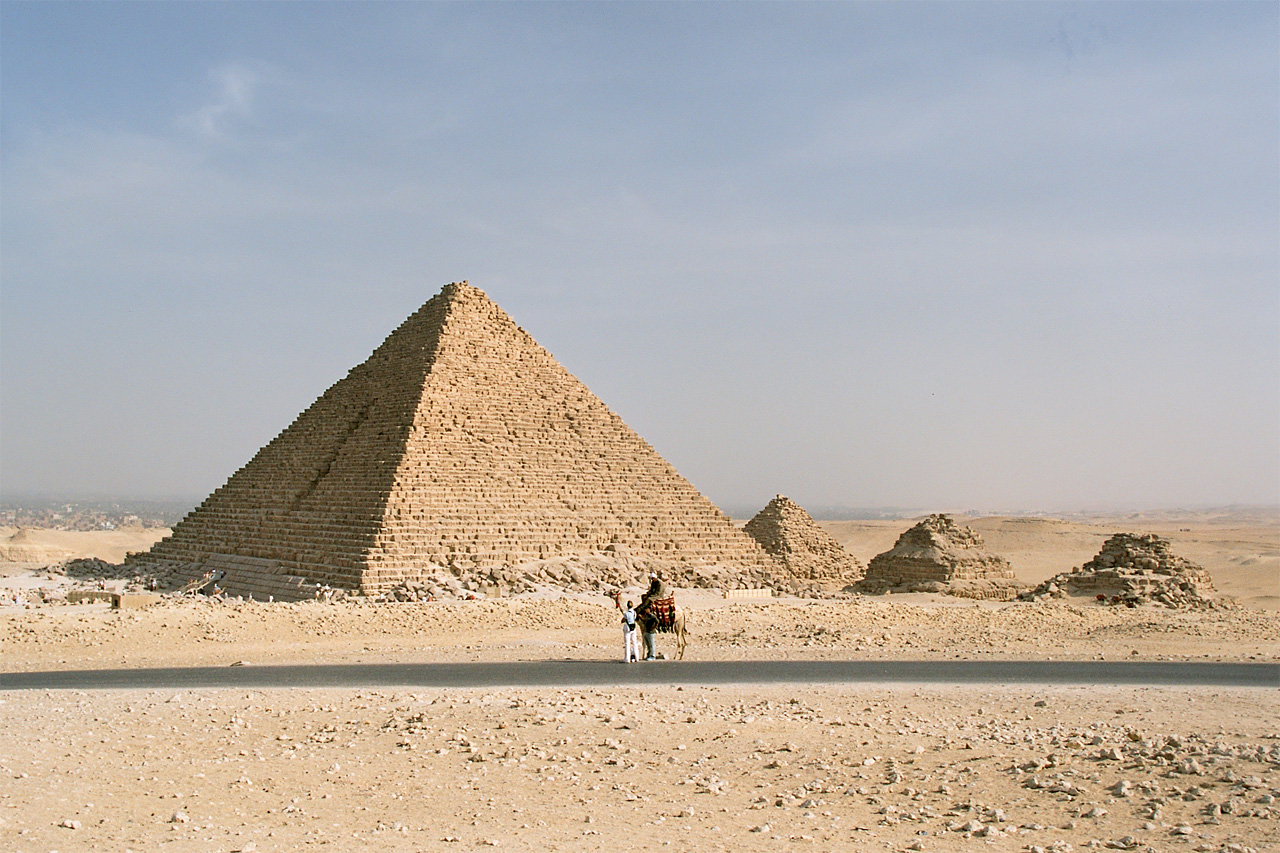
La pyramide de Mykérinos (et les trois pyramides de reines), appelée à tort dans la version française du jeu pyramide de Menkaouhor
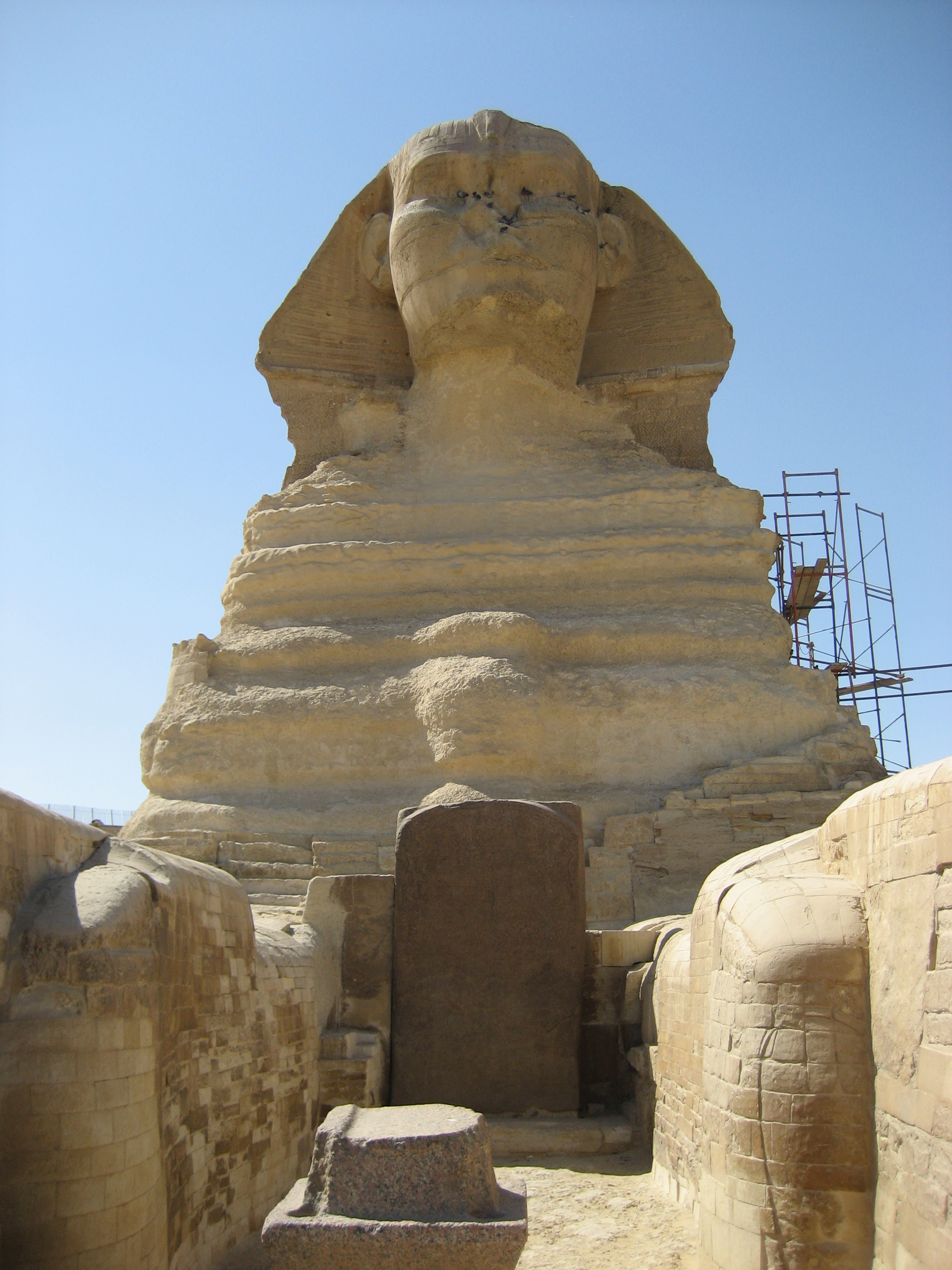
Le Sphinx de Gizeh avec la stèle du rêve